# Sym xs 125
 (juillet 2009).
 (avril 2017).
Si vous disposez d'ouvrages ou d'articles de référence ou si vous connaissez des sites web de qualité traitant du thème abordé ici, merci de compléter l'article en donnant les références utiles à sa vérifiabilité et en les liant à la section « Notes et références ».
La SYM XS 125-k est une moto dite citadine de 124 cm3, produite par SYM. Elle se place dans la catégorie des motos facile d'utilisation, comme la YBR de Yamaha par exemple.

## Caractéristiques
- Moteur : 124 cm3, 4 temps, monocylindre, refroidi par air, alésage 56,5 mm × course 49,5 mm, 4 soupapes, boîte 5 vitesses, démarreur électrique et kick de secours
- Puissance 11 ch à 8 500 tr/min, couple 0,9 daN m à 8 000 tr/min
- Partie cycle : cadre double berceau acier, fourche télescopique, deux amortisseurs AR, freins AV 1 disque diam. 240 mm / étrier simple piston - AR tambour, pneus AV 2.75 x 18 - AR 90/90 x 18
- Gabarit : empattement 1 260 mm, hauteur de selle 750 mm, réservoir 13 litres, poids à sec 119 kg
- Performances : vitesse maxi env. 100 km/h

## Versions
Deux versions existent sur le marché. Sachant que depuis juin 2009 le constructeur ne vend plus le modèle de 2007 en neuf, il faudra chercher du côté de l'occasion pour trouver cet ancien modèle.
Modèle 2007
Modèle français avant juin 2009 : Sym XS 125-k
Modèle 2009
Modèle français après juin 2009 : Sym XS 125-k

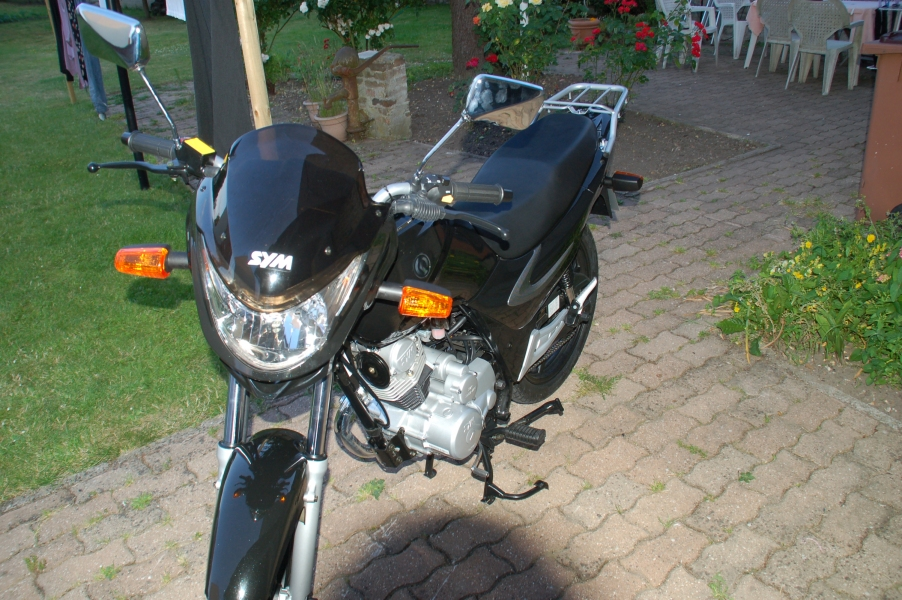
Corps Modèle 2009
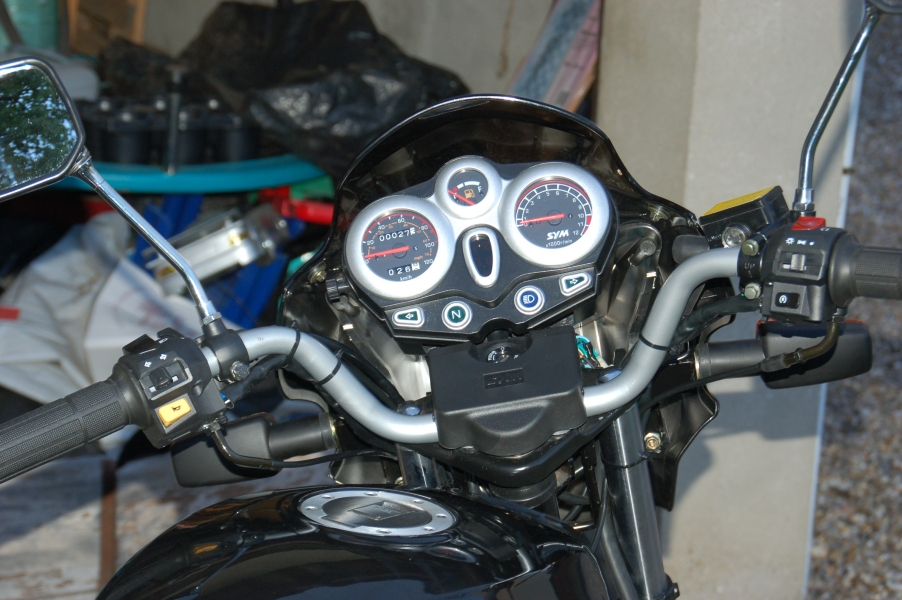
Tete Modèle 2009

Les différences entre les deux modèles sont :
- Ajout d'un starter sur la poignée gauche
- Rétro-éclairage rouge de l'affichage des vitesses (comme un radio-réveil donc bonne visibilité au soleil)
- Nouvelles jantes
- Kilométrage du compteur passe de 140 à 120 km/h
- Ajout d'une tête de fourche (fini le côté rétro). La tête de fourche peut se retirer car elle n'est pas collée au bloc compteur.

## Rodage
Pour espérer avoir les meilleures performances possibles, ne pas dépasser les 5 000 tr/min jusqu'à 1 000 km, puis augmenter de 500 tr/min tous les 250 km.

## Entretien
Première vidange à 1 000 km, puis tous les 3 000 km.

## Performance
Vitesse observée sur les différents forums de discussion[Où ?] : 100 km/h - 120 km/h.

## Problèmes rencontrés
- Fourche trop molle
- Fragilité du câble d'embrayage
- Pneus moyens sur la pluie
- Visserie qui a tendance à se dévisser[1]